# Désiré Defauw
Désiré Defauw (5 de Setembro de 1885 - 25 de Julho de 1960) foi um maestro e violinista belga.
Désiré Defauw foi o maestro do Conservatório de Bruxélas e foi o primeiro maestro da Orquestra Nacional da Bélgica a partir de 1937. Deixou a Bélgica e se mudou para os Estados Unidos em 1940. Foi diretor musical da Orquestra Sinfônica de Montreal de 1941 até 1952. Ele foi também o diretor musical da Orquestra Sinfônica de Chicago de 1943 até 1947.